# BosWash

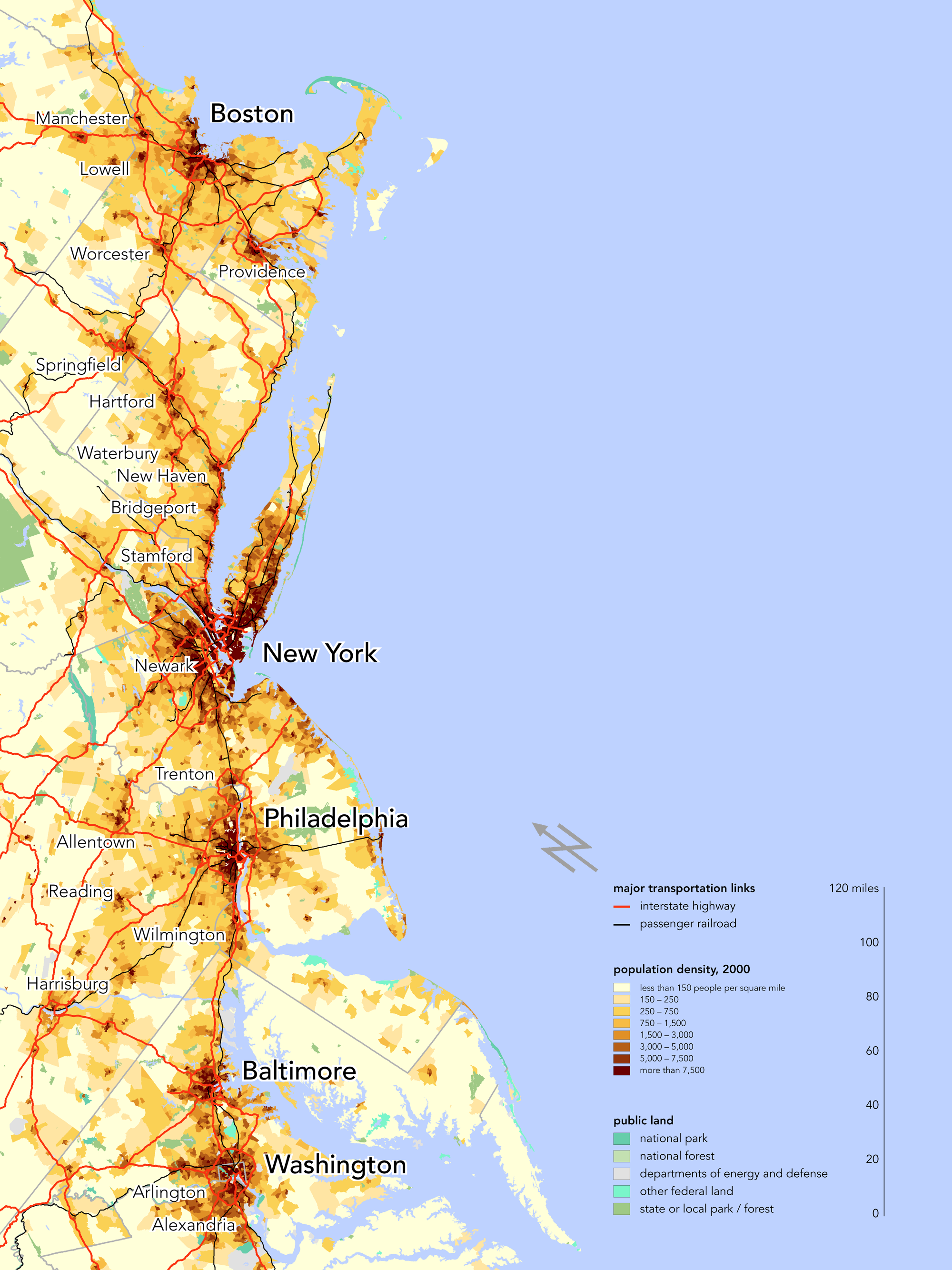
Mapa da densidade populacional da BosWash, uma das maiores megalópoles do mundo.

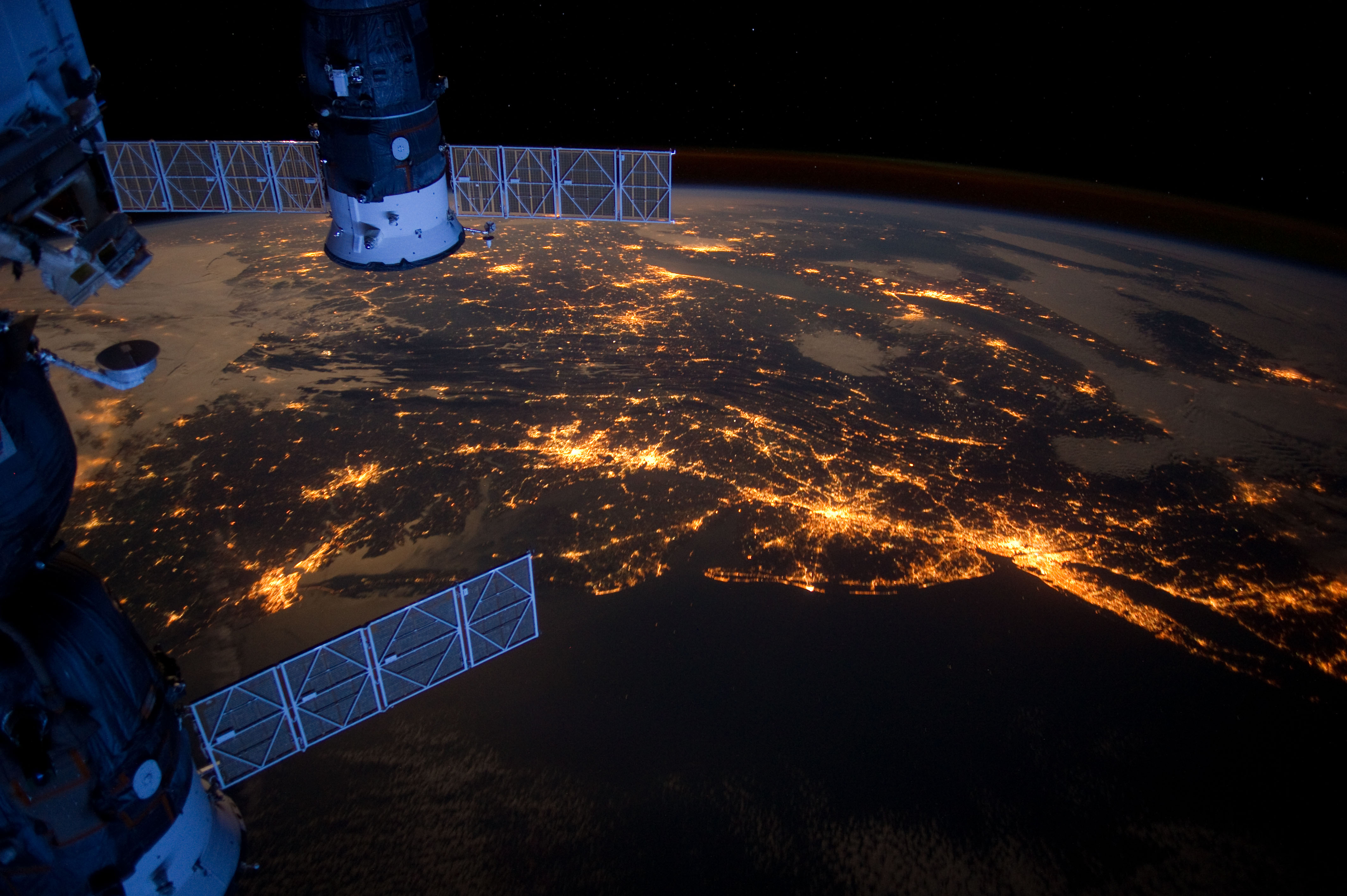
BosWash à noite vista da Estação Espacial Internacional

Megalópole do Nordeste dos Estados Unidos, Megalópole Boston-Washington, ou simplesmente BosWash, é uma megalópole localizada no nordeste dos Estados Unidos, sendo a área mais fortemente urbanizada do país, que vai desde os subúrbios do norte de Boston, Massachusetts, até os subúrbios ao sul de Washington, DC, na Virgínia. Em um mapa, a região aparece quase como uma linha reta. No ano 2000, a região era o lar de 49,6 milhões de pessoas, cerca de 17% da população dos Estados Unidos, em menos de 2% da área territorial do país, com uma densidade populacional de 359,6 pessoas por quilômetro quadrado, em comparação com a média nacional de 31 pessoas por quilômetros quadrado. Estima-se que em 2025 a população da região cresça para 58,1 milhões de pessoas.
O geógrafo francês Jean Gottmann popularizou o termo megalópole em seu estudo de referência de 1961 da região, Megalopolis: The Urbanized Northeastern Seaboard of the United States. Gottmann concluiu que as cidades dessa região, especialmente Washington, DC, Baltimore, Filadélfia, Nova Iorque e Boston são, ao mesmo tempo, discreta e independente vinculadas exclusivamente uma a outra através do entrelaçamento de suas zonas suburbanas, assumindo algumas características de um único grande aglomerado urbano: a megalópole.

## Etimologia
O nome BosWash significa "de Boston a Washington", pois estes são os extremos da megalópole. Estende-se a partir de Boston (Massachusetts) até Washington.

## Composição
Com população de aproximadamente 52 milhões de habitantes, é a maior megalópole do mundo, e abrange as seguinte metrópoles:
- Boston região metropolitana
- Nova Iorque (região metropolitana)
- Filadélfia (região metropolitana)
- Baltimore (região metropolitana)
- Washington, DC (região metropolitana)